# Ian Gaynair
Ian Gaynair (Belize City, 26 febbraio 1986) è un calciatore beliziano, difensore del Belmopan Bandits e della Nazionale beliziana.

## Carriera

### Club
Gioca dal 2006 al 2011 con il FC Belize. Nel 2012 viene acquistato dal Belmopan Bandits.

### Nazionale
Debutta in Nazionale il 12 febbraio 2007, in Nicaragua-Belize (4-2). Mette a segno la sua prima rete con la maglia della Nazionale il 9 luglio 2013, in Stati Uniti-Belize (6-1), in cui mette a segno il gol del momentaneo 2-1.